# Giovanni Capogallo
(Antonio Cambruzzi, Storia di Feltre)
Giovanni Capogallo (detto anche Gianotto; Orvieto, ... – Rimini, 15 giugno 1413) è stato un vescovo cattolico italiano.
Da alcune biografie è indicato anche con il nome di Giovanni "de Urbe".

## Biografia
Giovanni Capogallo appartenne all'Ordine di San Benedetto; fu abate del Monastero di Santa Maria di Grottaferrata dal 1379, abate di San Paolo fuori le mura a Roma dal 16 aprile 1386, e successivamente nunzio apostolico a Firenze ed a Venezia.
Il 12 giugno 1398 fu eletto vescovo di Feltre e Belluno; nel 1399 divenne luogotenente delle forze del Duca di Milano a Pisa.
Il 4 agosto 1402 fu eletto vescovo di Novara, ma prese possesso effettivo della diocesi solo nel 1404.
Nel 1409 partecipò al concilio tenutosi nella stessa Pisa e fu uno dei più influenti tra gli elettori dell'antipapa Alessandro V. Nello stesso anno fu quindi deposto dalla propria sede episcopale per opposizione di Gregorio XII, il quale gli proibì di fare ritorno a Novara sino al febbraio del 1410, anno in cui lo stesso Pontefice concesse ad un certo Enrico canonico, di prendere possesso dei beni della diocesi locale.
Umanista di grande rilievo, donò parte dei propri codici all'archivio diocesano di Novara.
Morì a Rimini il 15 giugno 1413.